# Франко Наварро
Франко Наварро (ісп. Franco Navarro, нар. 10 листопада 1961, Ліма) — перуанський футболіст, що грав на позиції нападника. По завершенні ігрової кар'єри — тренер. З 2021 року очолює тренерський штаб команди «Депортіво Мунісіпаль».
Виступав, зокрема, за клуб «Індепендьєнте», а також національну збірну Перу.

## Клубна кар'єра
У дорослому футболі дебютував 1979 року виступами за команду «Депортіво Мунісіпаль», в якій провів три сезони, після чого пограв за «Спортінг Крістал».
1984 року Наварро відправився за кордон і тривалий час виступав як легіонер, захищаючи кольори колумбійського «Індепендьєнте Медельїна», аргентинських «Індепендьєнте» (Авельянеда) та «Уніона» (Санта-Фе), мексиканського «Текоса» та швейцарського «Веттінгена»
1991 року Наварро повернувся на батьківщину у клуб і того ж року виграв з командою титул чемпіона Перу, який так і залишився єдиним у ігровій кар'єрі Франко. Надалі нападник пограв в рідній країні за «Депортіво Мунісіпаль» та «Карлос А. Мануччі», а завершив ігрову кар'єру у команді «Альянса Ліма», за яку виступав протягом 1995 року.

## Виступи за збірну
18 липня 1980 року дебютував в офіційних іграх у складі національної збірної Перу в товариському матчі проти Уругваю (0:0).
У складі збірної був учасником чемпіонату світу 1982 року в Іспанії, на якому на поле не виходив. Надалі зіграв зі збірною на трьох поспіль Кубках Америки — 1983 року у різних країнах, на якому команда здобула бронзові нагороди, а Наварро забив 2 голи, 1987 року в Аргентині та розіграшу Кубка Америки 1989 року у Бразилії.
Загалом протягом кар'єри у національній команді, яка тривала 10 років, провів у її формі 56 матчів, забивши 16 голів.

## Кар'єра тренера
Розпочав тренерську кар'єру невдовзі по завершенні кар'єри гравця, 1997 року, очоливши тренерський штаб клубу другого дивізіону «Спорт Агустіно», після чого очолив вищоліговий «Спортінг Крістал», де пропрацював з 1998 по 2000 рік. З цією командою Франко виграв турнір Клаусури 1998, перемігши «Альянсу Ліму» з рахунком 1:0 у фіналі.
Надалі тренував низку перуанських клубів, а також недовго збірну Перу у 2006 році, але серйозних результатів не досягав.
З початку 2021 року очолює тренерський штаб команди «Депортіво Мунісіпаль».

## Титули і досягнення

### Як гравця
- Чемпіон Перу (1):

«Спортінг Крістал»: 1991

### Як тренера
- Чемпіон Перу (1):

«Спортінг Крістал»: Клаусура 1998